# Temnochalepus
Temnochalepus là một chi bọ cánh cứng trong họ Chrysomelidae.
Chi này được miêu tả khoa học năm 1935 bởi Uhmann.

## Các loài
Các loài trong chi này gồm:
- Temnochalepus cicrumcinctus (Weise, 1910)
- Temnochalepus imitans Uhmann, 1935
- Temnochalepus insolitus Uhmann, 1935
- Temnochalepus lugubris (Chapuis, 1877)